# 요크빌 (맨해튼)

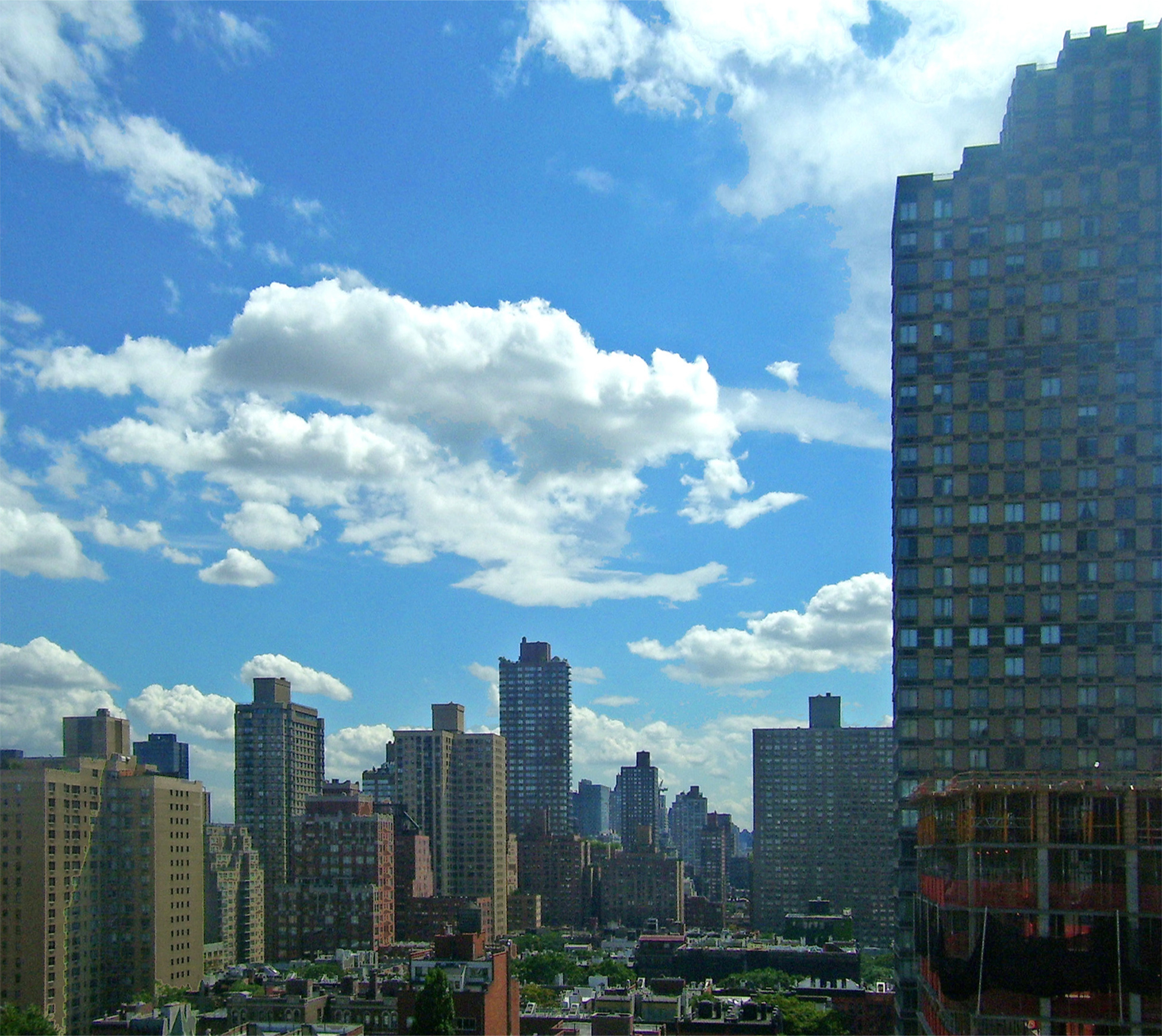
요크빌

요크빌(Yorkville)은 뉴욕 맨해튼 어퍼이스트사이드에 위치한 지구이다.